# 長絲𩷶
長絲𩷶（學名：Pangasius sanitwongsei）是𩷶屬的一種底棲魚類。俗稱長絲巨鯰、成吉思汗、成吉思汗魚，分佈于湄南河及湄公河。

## 特徵

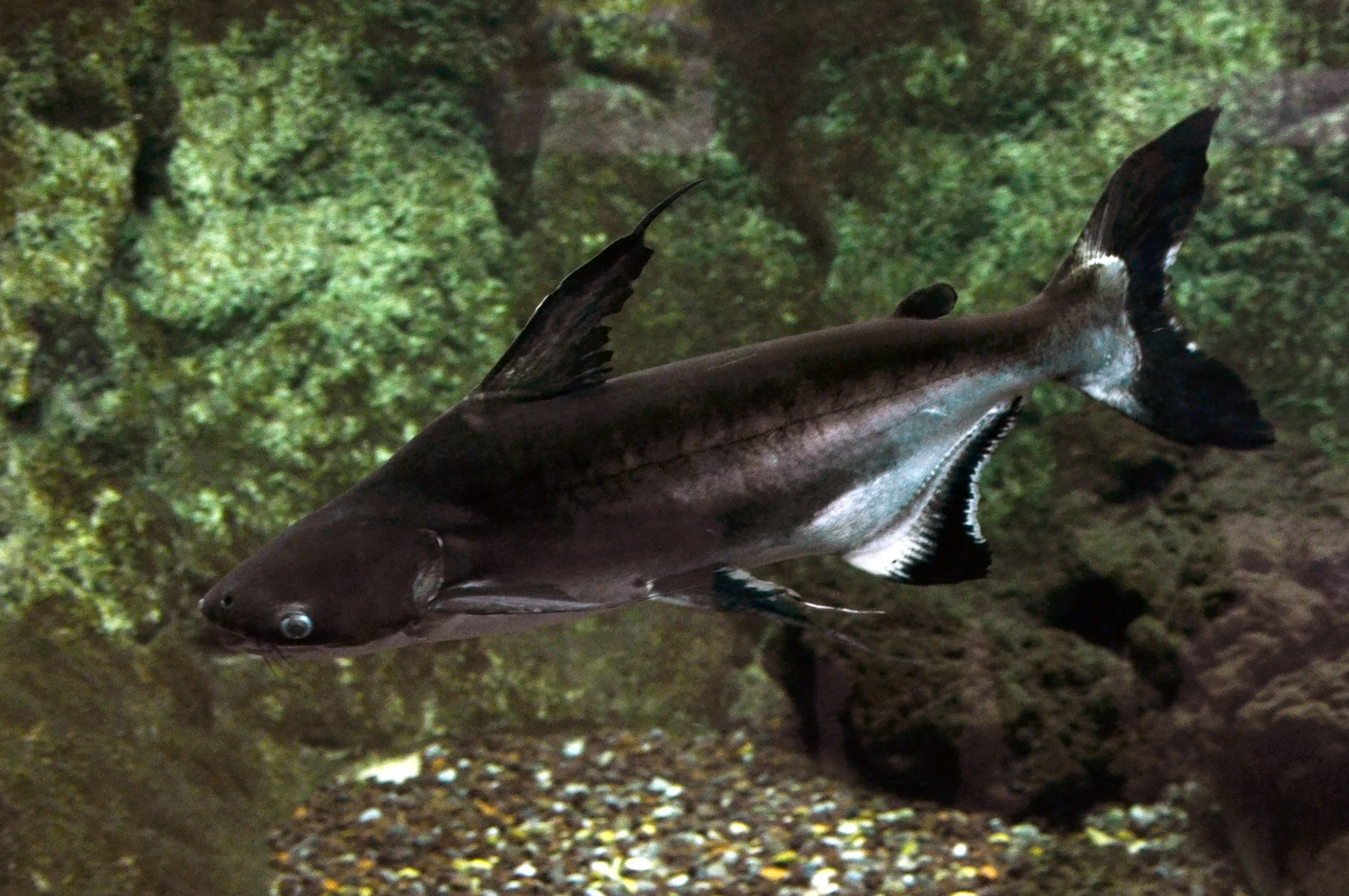
長絲𩷶

長絲𩷶的身體上有黑色素細胞，頭部闊而扁平，沒有鰓鬚。它們的腹部呈銀色及彎曲，背部呈深褐色。背鰭、胸鰭及臀鰭都是深灰色的，第一鰭條幼長成絲狀，可長達300公分，重300公斤，世界上最大的鯰魚之一。

## 行為
長絲𩷶主要吃甲殼類及魚類。它們是會遷徙的。它們一般會在季風季節前產卵。

## 與人類關係
捕獵長絲巨鯰往往是與宗教禮儀有關，也有將它們作為食物的。亦有飼養做為觀賞魚的。